# Czerwona Sonja
Czerwona Sonja, Rudowłosa Sonja (ang. Red Sonja) to postać literacka, komiksowa i filmowa.
Rudowłosa Sonja została stworzona przez amerykańskiego pisarza Roberta E. Howarda w serii opowiadań fantasy opublikowanych w latach 30. XX wieku w magazynie Weird Tales. Postać ta zainspirowała także innych pisarzy i autorów komiksów.
W 1985 roku powstał film o Red Sonji z Brigitte Nielsen w roli głównej - Czerwona Sonja.